# Pop Team Epic
Pop Team Epic (Nhật: ポプテピピック Hepburn: Poputepipikku), còn được biết tới với tên Poptepipic, là một bộ truyện tranh kỹ thuật số và webcomic hài siêu thực bốn khung của Nhật được viết và minh họa bởi Bkub Okawa (hay còn gọi là "Bukubu Okawa"), bắt đầu được đăng nhiều kỳ trên trang web Manga Life Win của Takeshobo vào tháng 8 năm 2014. Takeshobo đã phát hành bảy tập tại Nhật Bản. Manga được cấp phép tại Bắc Mỹ bởi Vertical.
Truyện tranh kể về những cuộc hành trình sai lầm của hai cô gái 14 tuổi tên là Popuko và Pipimi, gặp phải nhiều tình huống vừa tầm thường vừa kỳ lạ và hành xử theo những cách kỳ quái và cường điệu không kém. Manga được chú ý vì hay nhại lại văn hóa đại chúng và kết hợp với chủ nghĩa siêu thực, phi lý và phi tuần tự, tất cả đã góp phần giúp nó có một lượng lớn khán giả Nhật Bản và phương Tây. Một bộ phim truyền hình chuyển thể từ anime của Kamikaze Douga và King Records sản xuất được phát sóng từ tháng 1 đến tháng 3 năm 2018; hai tập OVA được phát sóng vào ngày 1 tháng 4 năm 2019. Phần thứ hai dự kiến khởi chiếu vào năm 2022.

## Nhân vật
Popuko (ポプ子)
Một trong hai nhân vật chính. Tóc vàng cam, lùn, nóng tính.
| Episode | Japanese voice actor | English voice actor                 | Notes               |
| ------- | --- | ----------------------------------- | ------------------- |
| 1       | Masashi Ebara, Yūji Mitsuya (original) Mami Koyama, Ryūsei Nakao (Repeat) | Christopher R. Sabat, Justin Briner |                     |
| 2       | Aoi Yūki, Toshio Furukawa (original) Sumire Morohoshi, Tesshō Genda (Repeat) | Trina Nishimura, Sonny Strait       |                     |
| 3       | Mikako Komatsu, Ryūsei Nakao (original) Eriko Nakamura, Sōma Saitō (Repeat) | Sarah Wiedenheft, Barry Yandell     | Pop Team Epic Kinen |
| 4       | Yōko Hikasa, Tesshō Genda (original) Sora Tokui, Showtaro Morikubo (Repeat) | Jad Saxton, Alejandro Saab          |                     |
| 5       | Tomoko Kaneda, Yūichi Nakamura | Cherami Leigh, Eric Vale            |                     |
| 6       | Yūko Sanpei, Hiro Shimono | Brittney Karbowski, Todd Haberkorn  |                     |
| 7       | Satomi Kōrogi, Showtaro Morikubo, Shunsuke Itakura (Team AC), Tōru Adachi (Team AC) (Pop Team Story)                                                                                       | Alison Viktorin, Greg Ayres         |                     |
| 8       | Sumire Morohoshi, Masaya Onosaka | Stephanie Sheh, Johnny Yong Bosch   |                     |
| 9       | Eriko Nakamura, Sōma Saitō | Alexis Tipton, Justin Cook          |                     |
| 10      | Sora Tokui, Rikiya Koyama | Emily Neves, Cris George            |                     |
| 11      | Nana Mizuki, Hozumi Gōda | Wendy Powell, Sean Schemmel         |                     |
| 12      | Mami Koyama, Shō Hayami | Mikaela Krantz, Micah Solusod       |                     |
| 13      | Yukari Tamura, Sōichirō Hoshi (Blue Dragon), Kana Hanazawa, Kappei Yamaguchi (White Tiger), Sakiko Tamagawa, Yūki Ono (Vermilion Bird), Yumiri Hanamori, Takahiro Sakurai (Black Tortoise) | Bryn Apprill, Bryce Papenbrook      | Special             |
| 14      | Mariko Kouda, Nobuo Tobita (Blue Dragon), Emiri Katō, Tomokazu Seki (White Tiger), Junko Takeuchi, Toshihiko Seki (Vermilion Bird), Etsuko Kozakura, Hikaru Midorikawa (Black Tortoise)    | Erica Mendez, Austin Tindle         | Special             |

- Bob Epic Team: Lồng tiếng bởi: Shunsuke Itakura (Team AC) (#1 - #6, #8 - #12, #14),
 Shunsuke Itakura (Team AC), Tōru Adachi (Team AC) (#7, #13)[b]
- Japon Mignon: Fanny Bloc[b]

Pipimi (ピピ美)
Nhân vật chính thứ hai và là bạn của Popuko. Tóc xanh, cao, điềm đạm.
| Episode | Japanese voice actor | English voice actor                  | Notes               |
| ------- | --- | ------------------------------------ | ------------------- |
| 1       | Hōchū Ōtsuka, Noriko Hidaka (original) Kotono Mitsuishi, Norio Wakamoto (Repeat)                                                                                                | Ian Sinclair, Colleen Clinkenbeard   |                     |
| 2       | Ayana Taketatsu, Shigeru Chiba (original) Azusa Tadokoro, Akira Kamiya (Repeat)                                                                                                 | Brina Palencia, Mike McFarland       |                     |
| 3       | Sumire Uesaka, Norio Wakamoto (original) Asami Imai, Kaito Ishikawa (Repeat) | Jamie Marchi, Kent Williams          | Pop Team Epic Kinen |
| 4       | Satomi Satō, Akira Kamiya (original) Suzuko Mimori, Kōsuke Toriumi (Repeat) | Caitlin Glass, David Wald            |                     |
| 5       | Yū Kobayashi, Tomokazu Sugita | Monica Rial, J. Michael Tatum        |                     |
| 6       | Kaori Nazuka, Yūki Kaji | Luci Christian, Jason Liebrecht      |                     |
| 7       | Akiko Yajima, Kōsuke Toriumi, Tōru Adachi (Team AC), Shunsuke Itakura (Team AC) (Pop Team Story)                                                                                | Stephanie Young, Chris Rager         |                     |
| 8       | Azusa Tadokoro, Daisuke Namikawa | Leah Clark, Robert McCollum          |                     |
| 9       | Asami Imai, Kaito Ishikawa | Kara Edwards, Jerry Jewell           |                     |
| 10      | Suzuko Mimori, Wataru Takagi | Jessica Calvello, Christopher Bevins |                     |
| 11      | Mamiko Noto, Banjō Ginga | Cynthia Cranz, Michael Sinterniklaas |                     |
| 12      | Kotono Mitsuishi, Jouji Nakata | Kate Oxley, Matthew Mercer           |                     |
| 13      | Yui Horie, Akira Ishida (Blue Dragon), Haruka Tomatsu, Kenichi Ogata (White Tiger), Atsuko Tanaka, Kenshō Ono (Vermilion Bird), Nao Tōyama, Jun Fukuyama (Black Tortoise)       | Elizabeth Maxwell, Josh Grelle       | Special             |
| 14      | Kikuko Inoue, Bin Shimada (Blue Dragon), Kaori Fukuhara, Yōsuke Akimoto (White Tiger), Rei Sakuma, Kōji Yusa (Vermilion Bird), Chisa Yokoyama, Takehito Koyasu (Black Tortoise) | Amanda Lee, Patrick Seitz            | Special             |

- Bob Epic Team: Lồng tiếng bởi: Tōru Adachi (Team AC) (#1 - #6, #8 - #12, #14),
 Tōru Adachi (Team AC), Shunsuke Itakura (Team AC) (#7, #13)[b]
- Japon Mignon: Christine Bellier (TV series), Kaycie Chase (TV special)[b]

## Truyền thông

### Manga
Pop Team Epic được viết và minh họa bởi Bkub Okawa, trước đây được biết đến với Touhou Project dōjinshi. Bộ truyện được đăng nhiều kỳ trên trang web Manga Life Win của Takeshobo từ ngày 29 tháng 8 năm 2014  và ngày 7 tháng 11 năm 2015. Tập tankōbon đầu tiên được phát hành bản in vào ngày 7 tháng 12 năm 2015. Okawa đã phát hành "mùa thứ hai" trên trang web Manga Life Win trong khoảng thời gian từ ngày 18 tháng 2 năm 2016 đến ngày 30 tháng 4 năm 2017. Tập thứ hai được phát hành vào ngày 7 tháng 6 năm 2017. "Mùa thứ ba" bắt đầu đăng tải trên trang web Manga Life Win vào ngày 10 tháng 10 năm 2017. Manga được cấp phép ở Bắc Mỹ bởi Vertical, trước đó đã bắt đầu phát hành bộ truyện vào tháng 10 năm 2018. Tuyển tập truyện tranh dựa trên bộ truyện tranh hư cấu Hoshiiro Girldrop đặc trưng đã được phát hành vào ngày 9 tháng 1 năm 2018.
| - Chapters 1–15 |

| - Chapters 1–15 |

| - Chapters 1–15 |

| - Chapters 1–15 |

| - Chapters 1–15 |

| # | Nhan đề                                                                   | Ngày phát hành          | ISBN              |
| --- | ------------------------------------------------------------------------- | ----------------------- | ----------------- |
| — | Hoshiiro Girldrop Comic Anthology 星色ガールドロップ コミックアンソロジー | ngày 9 tháng 1 năm 2018 | 978-4-8019-6153-1 |
| \| - "Hop Step Drop" (ホップ・ステップ・ドロップ Hoppu Steppu Doroppu?)[chú thích 1] by Kamiya Fujisawa - "Stop! Sosogu-chan" (ストップ!そそぐちゃん Sutoppu! Sosogu-chan?) by Yukiko - "Abe-colored Girl Drop" (阿部色ガールドロップ Abeiro Gāru Doroppu?) by Romancing Abe - "Theory and Hime-chan Punch: The Distance Between Them" (理論とひめちゃんパンチ：ふたりの距離 Riron to Hime-chan Panchi: Futari no Kyori?)[chú thích 2] by Tetsuya Imai - "Huge Shizuku" (でっかいしずく Dekkai Shizuku?) by Fakkuma - "Sosogu is a Quiz Master!?" (そそぐはクイズ王!? Sosogu wa Kuizu Ō!??) by Sadaji Koike - "Sosogu: The Life of a Star-colored Girl" (星色ガール伝そそぐ Hoshiiro Gāru-den Sosogu?) by Bkub Okawa - "Overflowing" (氾濫 Hanran?) by Kafun - "Look, Shizuku" (見ろなのしずく Miro nano Shizuku?) by Heriyama - "Secret Drop Stars" (内緒のドロップスターズ Naisho no Doroppu Sutāzu?) by Auri Hirao - "Embarrassing Maternity Blues" (はにかみ・マタニティブルー Hanikami Mataniti Burū?)[chú thích 3] by Riyo - "Final Chapter: Shooting Star" (最終話『流星』 Saishūwa "Ryūsei"?) by Mizunosoto - "Astromical [sic] Unit" by Popoko Hato \| |                                                                           |                         |                   |
| An anthology of comics from different artists about Hoshiiro Girldrop. |                                                                           |                         |                   |
| - "Hop Step Drop" (ホップ・ステップ・ドロップ Hoppu Steppu Doroppu) by Kamiya Fujisawa - "Stop! Sosogu-chan" (ストップ!そそぐちゃん Sutoppu! Sosogu-chan) by Yukiko - "Abe-colored Girl Drop" (阿部色ガールドロップ Abeiro Gāru Doroppu) by Romancing Abe - "Theory and Hime-chan Punch: The Distance Between Them" (理論とひめちゃんパンチ：ふたりの距離 Riron to Hime-chan Panchi: Futari no Kyori) by Tetsuya Imai - "Huge Shizuku" (でっかいしずく Dekkai Shizuku) by Fakkuma - "Sosogu is a Quiz Master!?" (そそぐはクイズ王!? Sosogu wa Kuizu Ō!?) by Sadaji Koike - "Sosogu: The Life of a Star-colored Girl" (星色ガール伝そそぐ Hoshiiro Gāru-den Sosogu) by Bkub Okawa - "Overflowing" (氾濫 Hanran) by Kafun - "Look, Shizuku" (見ろなのしずく Miro nano Shizuku) by Heriyama - "Secret Drop Stars" (内緒のドロップスターズ Naisho no Doroppu Sutāzu) by Auri Hirao - "Embarrassing Maternity Blues" (はにかみ・マタニティブルー Hanikami Mataniti Burū) by Riyo - "Final Chapter: Shooting Star" (最終話『流星』 Saishūwa "Ryūsei") by Mizunosoto - "Astromical [sic] Unit" by Popoko Hato                                                          |                                                                           |                         |                   |

### Anime
Một bản chuyển thể anime của bộ truyện đã được công bố vào ngày 2 tháng 4 năm 2017. Ban đầu nó được cho là chuyển thể của Hoshiiro Girldrop vào ngày Cá tháng Tư năm 2017. Anime có hoạt hình của Kamikaze Douga và sản xuất bởi King Records, và được đạo diễn bởi Jun Aoki và Aoi Umeki. Bộ phim được phát sóng trong 12 tập từ ngày 7 tháng 1 đến ngày 25 tháng 3 năm 2018, sau khi bị trì hoãn từ tháng 10 năm 2017 do "lỗi của King Records". Một chương trình truyền hình đặc biệt được phát sóng vào ngày 1 tháng 4 năm 2019, bao gồm các tập 13 và 14.
Lấy nguyên gốc từ manga, anime có dạng một chương trình nhại hoạt hình, bao gồm nhiều tiểu phẩm rời rạc, điển hình có độ dài khác nhau. Những đoạn ngắn khác nhau giới thiệu chung nhiều kiểu hoạt hình, thường là CGI, hoạt hình 2D chuyên nghiệp và hoạt hình mang phong cách riêng từ Team AC (AC部 AC-bu). Mỗi tập phim dài nửa giờ có hai phân đoạn dài 15 phút, mỗi phân đoạn đổi các diễn viên lồng tiếng khác nhau và những khác biệt tinh tế khác.
Bài hát mở đầu cho các tập 2-10 là "Pop Team Epic" (được phối lại thành "Pop Team Epic (Rebroadcasting Mix)" cho phần còn lại của loạt phim, ngoại trừ hai tập cuối, trong Pop Team Epic Repeat) của Sumire Uesaka, trong khi bài kết thúc có tên "Poppy Pappy Day" được hát bởi Popuko (Yui Makino/Kenji Akabane (tập 1-6), Hiromi Igarashi/Toshiki Masuda (tập 8–9, 11)) and Pipimi (Yui Watanabe/Shunsuke Takeuchi (tập 1-6), Rei Matsuzaki/Wataru Hatano (tập 8–9, 11)), với Shouta Aoi hát chủ đề cho tập 12. Bài hát chủ đề kết thúc cho tập 10 là "Jinsei" (人生 lit. life) cũng bởi bộ đôi Igarashi / Matsuzaki và Masuda / Hatano. Bài hát mở đầu cho tập một, được mở đầu bằng một phân đoạn của Hoshiiro Girldrop, là "Twinkling Star" của Drop Stars (Yui Ogura, Inori Minase và Uesaka).Tập 12 đã sử dụng các bản nhạc cổ điển Night on Bald Mountain và Dies Irae trong phim. Chủ đề mở đầu cho nửa đầu của phần đặc biệt là "last sparkle" của Uesaka, trong khi nửa sau sử dụng chủ đề mở đầu, "Pretty candle star" của Drop Stars (Ogura, Minase và Uesaka) trong phần đầu tiên và được nhại lại bởi Shunsuke Itakura và Tōru Adachi của Đội AC (lồng tiếng cho Korona Yuhi) trong phần hai. Bài hát chèn và chủ đề kết thúc cho nửa đầu là "Popuko ni Sauce" (ポプ子にソース lit. "Sauce for Popuko") và "Fûsen Hikô" (風船飛行 lit. "Balloon Flight"), tương ứng; cả hai đều được hát bởi Popuko (Yuka Ozaki / Kent Ito) và Pipimi (Aya Uchida / Ryuichi Kijima). Bài hát chèn cho nửa sau là "Bansaku neender", được hát bởi bộ đôi Ozaki / Uchida và Ito / Kijima, với Aoi hát phiên bản chủ đề kết thúc "Fūsen Hikō" (風船飛行 lit. "Balloon Flight"), cũng như chủ đề kết thúc của riêng anh ấy, "AOI Traveler."
Loạt phim sắp có mùa thứ hai vào ngày 26 tháng 12 năm 2021, sau phần cuối của Pop Team Epic Repeat. Nó được dự kiến công chiếu vào năm 2022.
Sentai Filmworks phát sóng loạt phim trên Hidive. Crunchyroll phát sóng loạt phim trên toàn thế giới bên ngoài Châu Á. Funimation phát sóng phiên bản lồng tiếng Anh ở các vùng lãnh thổ nói tiếng Anh Funimation cũng đã mua được quyền phát hành anime trên video gia đình ở Bắc Mỹ và cũng đã sắp xếp bộ phim được phát sóng trên chương trình Toonami của Adult Swim bắt đầu từ ngày 1 tháng 7 năm 2018. Ở Úc và New Zealand, bộ truyện được phát sóng trên AnimeLab. Aniplus Asia phát sóng loạt phim ở Đông Nam Á. Loạt phim có sẵn trên Netflix vào tháng 2 năm 2020 với các tập ban đầu dài 11 phút. Nó đã được thay thế bằng định dạng nửa giờ ban đầu do khiếu nại từ người dùng. Một bản phối lại có tên là Pop Team Epic Repeat, kết hợp các diễn viên lồng tiếng từ phần chạy ban đầu, bắt đầu phát sóng từ ngày 9 tháng 10 năm 2021 và đang được phát sóng bởi Crunchyroll. Nó cũng có các phiên bản thu âm lại của các phân đoạn AC-BU và lồng tiếng Nhật của các phân đoạn Japon Mignon. Ngoài ra còn có sự khác biệt về hình ảnh trong phiên bản Repeat.

## Tiếp thị
Các mô hình Nendoroid của Popuko và Pipimi, hóa trang thành Batman của Batman Ninja (do Kōichi Yamadera lồng tiếng) và Joker (do Wataru Takagi lồng tiếng), lần lượt được trưng bày tại gian hàng của Warner Bros. tại AnimeJapan 2018. Nó được gợi ý bởi Junpei Mizusaki tại Kamikaze Douga; hãng phim hoạt hình cả loạt phim truyền hình Pop Team Epic và phim Batman Ninja. Các số liệu giao nhau được đi kèm với một đoạn quảng cáo truyền hình dài 15 giây, trong đó Popuko và Pipimi (trong trang phục nói trên và được lồng tiếng bởi các diễn viên lồng tiếng tương ứng của bộ phim) tái hiện bản phác thảo từ truyện tranh Pop Team Epic trước khi chuyển sang cảnh Batman Ninja.
Vào ngày 26 tháng 4 năm 2018, trang web Umabi.jp của Hiệp hội Đua xe Nhật Bản đã ra mắt Pop Team Epic Kinen (ポプテピ記念 Poputepi Kinen) chiến dịch, nơi người dùng có thể tạo hình đại diện tùy chỉnh của Popuko hoặc Pipimi làm khán giả ảo. Vì con số lên đến một triệu vào cuối năm 2018, JRA đã phát hành một webisode có thương hiệu vào ngày 14 tháng 6 năm 2018. Được sản xuất bởi Space Neko Company (có phân đoạn Câu chuyện của đội nhạc Pop Team Story và một số bản phác thảo ngắn trong phim truyền hình), Mikako Komatsu và Ryusei Nakao lần lượt thể hiện lại vai Popuko trong phần một và phần hai, và Sumire Uesaka và Norio Wakamoto thể hiện Pipimi. JRA cũng tổ chức các sự kiện quảng cáo tại Trường đua ngựa Tokyo.